# Zwiastowanie (obraz Alessandra Alloriego)
Zwiastowanie – obraz namalowany w 1579 przez Alessandra Alloriego, włoskiego malarza manierystycznego. Został stworzony techniką olejną. Obecnie znajduje się w Galleria dell’Accademia we Florencji we Florencji.
W kompozycji anioł przekazujący wiadomość od Boga jest dynamiczną postacią o stanowczym spojrzeniu. Maryja jest spokojna i skupiona. Dynamiczność sceny zwiększa snop światła padający z góry.